# Ernie Beck
Pour les articles homonymes, voir Beck.
Ernest Joseph Beck, né le 11 décembre 1931 à Philadelphie (Pennsylvanie) et mort le 12 décembre 2024 à West Chester (Pennsylvanie), est un joueur américain professionnel de basket-ball. 

## Carrière
Ernie Beck joue sept saisons dans la National Basketball Association pour les Warriors de Philadelphie et les St. Louis Hawks. Il est sélectionné au premier rang de la draft 1953 par les Warriors. Il évolue également à l'Université de Pennsylvanie.